# 填空題

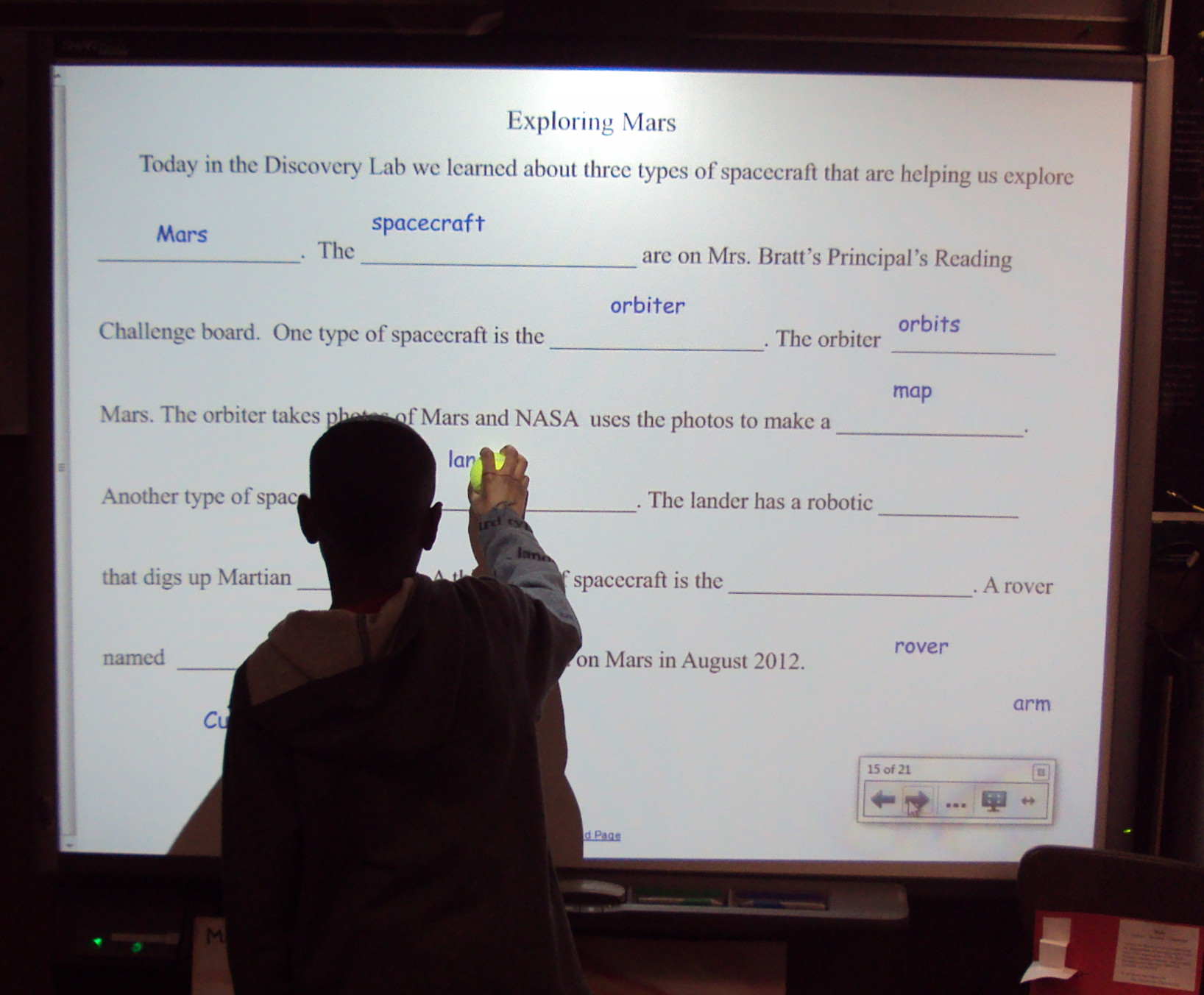
英文填充題

填空題又稱填充題、完形填空、克漏字、克漏字測驗或填空測驗，是在功課、測驗、考試中的其中一種題型，題目會有一段句子，會把當中的部分字詞留空，作答者需要填上合適的文字或標點符號。填充題通常都有標準答案，只需要填上合適的答案，並不需要解釋，此類題型主要是考核學生的基本知識及概念的掌握情況，或考核學生對特定語言學習時對上下文的理解情況。此外，純粹根據文意且有提供選項的填空題或克漏字測驗，有時也被稱作文意選填。
克漏字一詞來源於格式塔理論中的閉包（英語：closure），而其漢語則是cloze一詞的音譯。這種測驗方式最早是由Wilson L. Taylor在1953年首次描述。
在文科類的考題中，克漏字題目大多是去除課文、選讀雜誌等文章中的部分文字。而這類題目通常可以透過背誦課文等方式來解答，因此近年來以此方式出題的克漏字題目逐漸減少，改為以考核學生的基本知識及概念掌握情況的題目種類。

## 範例
語言老師可能會給學生以下句子：
Today, I went to the ________ and bought some milk and eggs.  I knew it was going to rain, but I forgot to take my ________, and ended up getting wet on the way.
中文翻譯為：
我今天去________買了些牛奶和雞蛋。我發覺快要下雨了，但我忘了帶________，結果就在回家的路上被淋成落湯雞。
老師通常會提供缺少部分字詞的句子，並要求學生透過前後文推敲最適合填入空白處的文字、詞彙或句子。大部分的情況下，語言中內容的上下文會是完整的，學生閱讀完上下文才能選出適合的詞彙。在英文原文中，空格前方的詞彙為「the」，因此後面能接的詞彙應為名詞，故若接了非名詞的詞彙，此句的文法就不正確。而後面提到的牛奶和雞蛋，對於決定將哪個名詞填入空格至關重要。在這個情境下，超市、商店、市場或雜貨店都是可能的答案，第二空格則可以填入雨衣或雨傘等詞。由此可知，這些空格能填入的答案並不唯一，故不少克漏字題目會設計成選擇題，供學生選擇一個最適當的答案。

## 自然語言處理
克漏字測驗通常會作為自然語言處理（NLP）中，評估其成效的一種任務。透過克漏字測驗可以評估經過訓練的語言模型之性能。用於自然語言處理評估的克漏字測驗或填空題通常會有許多變體，例如在有提供或無提供正確選項的情況下預測空白的答案、或是預測一則故事或一個段落的結尾句等。

## 流行文化
克漏字題目是一個不完整的句子，因此在流行文化中，常作為一些缺字、或自由換字的哏。偶爾會引申為諷刺政府相關設施因維護不當致部分文字因磨損、沾上污漬等原因消失或無法辨識的現象。

## 變體
一般的填空題或克漏字通常都是詞彙、片語或簡短的子句。而部分題目會設計成要完成文章中的一整個空缺的句子。這類題目又被稱為克漏句。另一種變體則是會提供與空格數相同數量的選項，要求學生將選項與空格做對應，這種填空題又稱為文意選填。